# De apatiska barnen
De apatiska barnen é um documentário sueco-americano de 2019 dirigido por Kristine Samuelson e John Haptas. O filme mostra como centenas de crianças refugiadas na Suécia lidam com a Síndrome da Resignação, devido às incertezas da situação. Lançado em 14 de junho de 2019 na Netflix, foi indicado ao Oscar 2020.